# Lublinské vojvodství (1975–1998)
Lublinské vojvodství bylo jedno ze 49 vojvodství v Polsku, která existovala v letech 1975–1998. Rozkládalo se ve východním Polsku. Sousedilo s vojvodstvími: bialskopodlaským, siedleckým, radomským, tarnobrzeským, zamojským a chełmským. V novém administrativním rozdělení v roce 1999 bylo území bývalého vojvodství začleněno do nového a velkého Lublinského vojvodství. Centrem oblasti je Lublin.
V roce 1998 žilo ve vojvodství 1 027 300 obxvatel.

## Okresní Střediska
- Okresní správa Kraśnik pro gminy: Borzechów, Dzierzkowice, Kraśnik, Urzędów, Wilkołaz i Zakrzówek a město Kraśnik
- Okresní správa Lubartow pro gminy: Abramów, Borki, Firlej, Jeziorzany, Kamionka, Kock, Lubartów, Michów, Niedźwiada, Ostrówek, Ostrów Lubelski, Serniki i Uścimów a město Lubartów
- Okresní správa Lublin pro gminy: Bełżyce, Bychawa, Fajsławice, Głusk, Jabłonna, Jastków, Konopnica, Krzczonów, Ludwin, Łęczna, Mełgiew, Milejów, Niedrzwica Duża, Niemce, Piaski, Puchaczów, Rybczewice, Spiczyn, Strzyżewice, Trawniki, Wólka i Wojciechów a města Lublin a Świdnik
- Okresní správa Opole Lubelskie gminy: Chodel, Józefów nad Wisłą, Karczmiska, Łaziska, Opole Lubelskie, Poniatowa a Wilków
- Okresní správa Puławy pro gminy: Baranów, Garbów, Janowiec, Kazimierz Dolny, Końskowola, Kurów, Markuszów, Nałęczów, Puławy, Wąwolnica a Żyrzyn a města Dęblin a Puławy
- Okresní správa Ryki pro gminy: Nowodwór, Ryki, Stężyca a Ułęż

## Vojvodové
- Mieczysław Stępień – 1. června 1975 – 25. listopadu 1980
- Eugeneniusz Grabiec – 25. listopadu 1980 – 19. prosince 1981
- Tadeusz Wilk – 19. prosince 1981 – 14. května 1988
- Stanislav Sochaj – 14. května 1988 – 13. září 1990
- Jan Wojcieszczuk – 13. září 1990 – 17. března 1992
- Adam Cichocki – 8. května 1992 – 31. prosince 1993
- Edward Hunek – 28. ledna 1994 – 20. listopadu 1997
- Krzysztof Мichalski – 4. ledna 1998 – 31. prosince 1998

## Města a počet obyvatel měst (31.12.1998)
- Lublin – 355 500
- Puławy – 50 971
- Świdnik – 43 454
- Kraśnik – 35 500
- Lubartów – 23 579
- Łęczna – 21 689
- Dęblin – 17 890
- Poniatowa – 10 012
- Ryki – 9734
- Opole Lubelskie – 8900
- Bychawa – 5480

## Gminy
- Gmina Abramów
- Gmina Baranów
- Gmina Bełżyce
- Gmina Borki
- Gmina Borzechów
- Gmina Bychawa
- Gmina Chodel
- Gmina Dzierzkowice
- Gmina Fajsławice
- Gmina Firlej
- Gmina Głusk
- Gmina Jabłonna
- Gmina Janowiec
- Gmina Jastków
- Gmina Jeziorzany
- Gmina Józefów nad Wisłą
- Gmina Kamionka
- Gmina Karczmiska
- Gmina Kazimierz Dolny
- Gmina Kock
- Gmina Konopnica
- Gmina Końskowola
- Gmina Kraśnik
- Gmina Kurów
- Gmina Krzczonów
- Gmina Lubartów
- Gmina Ludwin
- Gmina Łaziska
- Gmina Łęczna
- Gmina Markuszów
- Gmina Mełgiew
- Gmina Michów
- Gmina Milejów
- Gmina Nałęczów
- Gmina Niedrzwica Duża
- Gmina Niedźwiada
- Gmina Niemce
- Gmina Nowodwór
- Gmina Opole Lubelskie
- Gmina Ostrówek
- Gmina Ostrów Lubelski
- Gmina Piaski
- Gmina Poniatowa
- Gmina Puchaczów
- Gmina Puławy
- Gmina Rybczewice
- Gmina Ryki
- Gmina Serniki
- Gmina Spiczyn
- Gmina Stężyca
- Gmina Strzyżewice
- Gmina Trawniki
- Gmina Ułęż
- Gmina Uścimów
- Gmina Wąwolnica
- Gmina Wilkołaz
- Gmina Wilków
- Gmina Wojciechów
- Gmina Wólka
- Gmina Zakrzówek
- Gmina Żyrzyn

## Vzniklé okresy z původního Lublinského vojvodství
- Lublin – okres Grodzki
- Powiat krasnostawski – zemský okres – jen obce gminy Fajsławice
- Powiat kraśnicki – zemský okres – obce gmin: městská Kraśnik, Dzierzkowice, Kraśnik, Urzędów, Wilkołaz a Zakrzówek
- Powiat lubartowski – zemský okres – celý
- Powiat lubelski – zemský okres – miejscowości gmin Bełżyce, Borzechów, Bychawa, Garbów, Głusk, Jabłonna, Jastków, Konopnica, Krzczonów, Niedrzwica Duża, Niemce, Strzyżewice, Wojciechów a Wólka
- Powiat łęczyński – zemský okres – obce gmin Ludwin, Łęczna, Milejów, Puchaczów, Spiczyn
- Powiat opolski – zemský okres – celý
- Powiat puławski – zemský okres – celý
- Powiat radzyński – zemský okres – jen obce gminy Borki
- Powiat rycki – zemský okres – obce gmin miejskiej Dęblin, Nowodwór, Ryki, Stężyca i Ułęż
- Powiat świdnicki – zemský okres – celý

## Počet obyvatel v letech
| rok            | 1975    | 1980    | 1985    | 1990      | 1995      | 1998      |
| Počet obyvatel | 885.000 | 935.200 | 985.400 | 1.016.400 | 1.026.700 | 1.027.300 |